# Hòa nhạc lưu trú

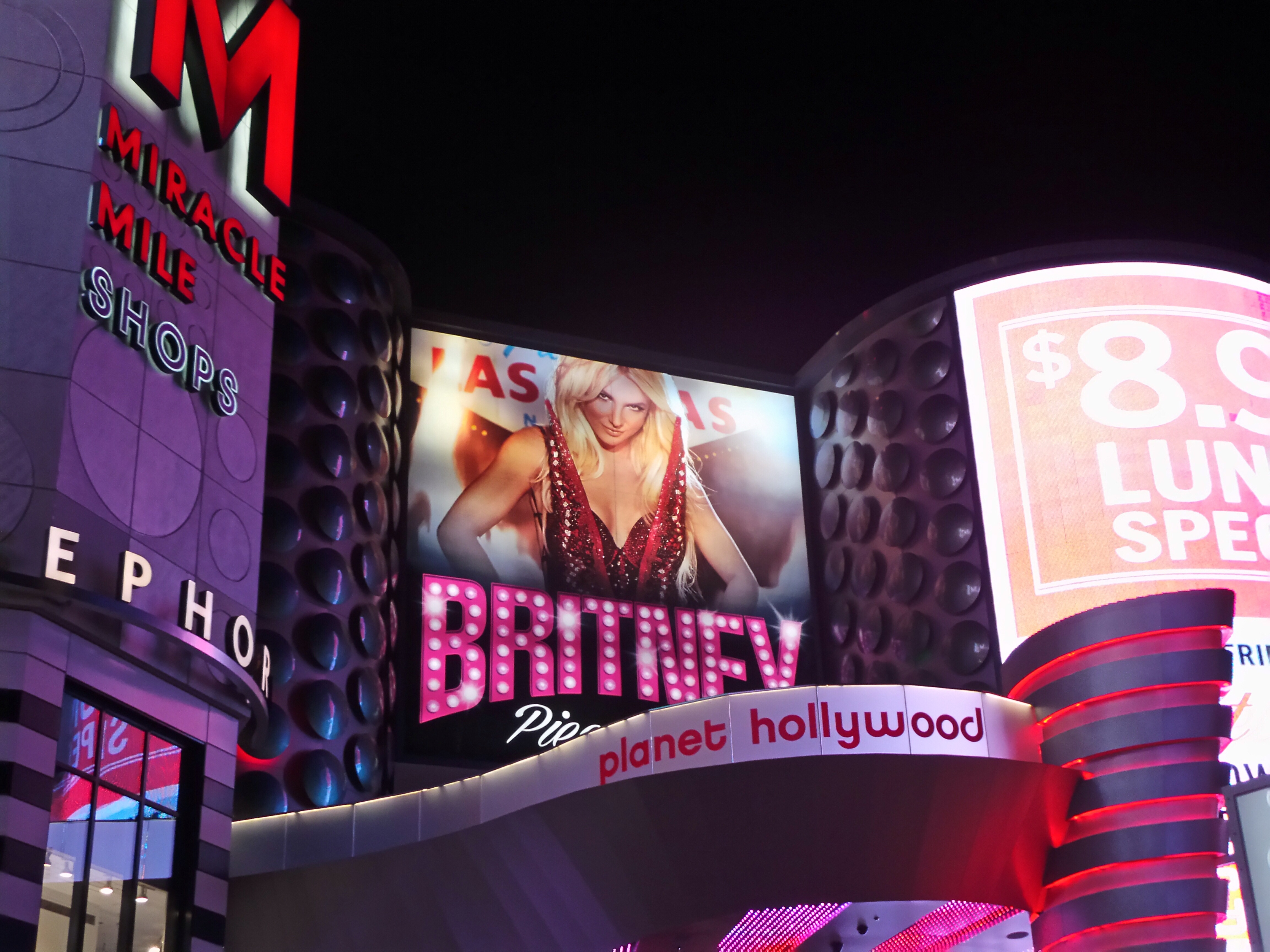
Địa điểm tổ chức buổi lưu trú hòa nhạc của Britney Spears tại Planet Hollywood Las Vegas

Một chuỗi các buổi diễn hòa nhạc lưu trú (còn được gọi là lưu trú âm nhạc hoặc đơn giản là lưu trú, tiếng Anh: concert recidency) là một chuỗi các buổi hòa nhạc, tương tự như một chuyến lưu diễn, nhưng chỉ được biểu diễn tại một địa điểm. Pollstar Awards đã định nghĩa hòa nhạc lưu trú là chương trình bao gồm 10 buổi biểu diễn trở lên tại một địa điểm duy nhất. Một nghệ sĩ biểu diễn tại nơi cư trú của buổi hòa nhạc được gọi là nghệ sĩ biểu diễn lưu trú (tiếng Anh: resident performer). Lưu trú hòa nhạc là mục giải trí chính của Dải Las Vegas trong nhiều thập kỷ, được tiên phong bởi ca sĩ kiêm nghệ sĩ dương cầm Liberace vào những năm 1940 và Frank Sinatra với Rat Pack vào những năm 1950.
Theo Billboard, A New Day... của Celine Dion là buổi biểu diễn lưu trú thành công nhất mọi thời đại, thu về hơn 385 triệu đô la Mỹ (480,52 triệu đô la trong 2022)  và thu hút gần ba triệu người tham dự, gồm 717 chương trình. Thành công thương mại này được ghi nhận vì đã làm hồi sinh các buổi diễn lưu trú ở Las Vegas, thành phố từng được biết đến là nơi các ca sĩ lui tới khi sự nghiệp của họ sa sút. Chuỗi các đêm diễn lưu trú hoà nhạc của Katy Perry, có tên là Play, sẽ được tổ chức trong hai năm 2021 và 2022.